# Ớt bảy màu
Ớt bảy màu hay Niji Iro Tōgarashi (tiếng Nhật: 虹色とうがらし?) là một manga dài tập của Adachi Mitsuru được đăng trên tạp chí Shonen Sunday từ số báo 4/5 năm 1990 tới số 19 năm 1992. Câu chuyện lấy bối cảnh ở một nơi rất giống với thời đại Edo ở Trái Đất. Tuy nhiên, Adachi cứ nhắc đi nhắc lại với độc giả rằng câu chuyện này xảy ra ở tương lai, trên một hành tinh khác và nó chỉ ngẫu nhiên giống với Trái Đất mà thôi.

## Cốt truyện
Sau cái chết của mẹ, Shimichi chuyển lên Edo sống cùng với 6 anh chị em khác ở cư xá Karakuri, được xây bởi người cha mà họ chưa từng gặp. Họ là anh em cùng cha khác mẹ (thực tế thì có một người trong số họ không cùng huyết thống) và mẹ của họ đều đã chết. Không lâu sau khi Shimichi đến, 7 anh chị em quyết định làm một chuyến đi để thăm mộ các bà mẹ. Mọi nguy hiểm bắt đầu từ đây.
Tên của các nhân vật được lấy từ bảy loại gia vị làm nên bột ớt.

## Nhân vật
- Shichimi

Nhân vật nam chính trong câu chuyện, 14 tuổi, xuất thân từ lính cứu hoả, là người sau cùng đến cư xá Karakuri, theo di ngôn của mẹ. Shichimi là anh thứ tư trong 7 anh em, dũng cảm, thông minh, gan dạ. Cậu ta rất tức tối vì có một người cha vô trách nhiệm và thề sẽ không bao giờ nhận một xu nào từ ông ta.Cậu cũng có khá nhiều cô gái theo đuổi. Có tình cảm với Natane
"Shichimi" trong tiếng Nhật có nghĩa là tên của một gia vị hỗn hợp gồm ớt bột, mè đen... một trong những gia vị truyền thống được người Nhật ưa thích.
- Natane

Natane là thành viên nữ duy nhất trong số 7 anh em. 13 tuổi, cô là người là nhân vật nữ chính của bộ truyện. Cô bé rất đảm đang, đảm nhiệm việc trông hai người em nhỏ hơn là Chinpi và Sanshou cũng như quáng xuyến mọi việc trong nhà. Natane từng ghét Shichimi một thời gian, phủ nhận quan hệ anh em với cậu ta, về sau có tình cảm với Shichimi.
Cô rất ngưỡng mộ Asajirou, người anh thứ hai.
"Natane" có nghĩa là cải dầu.
- Goma

22 tuổi, là anh cả trong 7 anh em. Anh là một nghệ sĩ tấu hài và là một người không biết võ nghệ. Anh có nhiều tật xấu như trộm vặt, ham ăn... rất hợp với Keshi, người thường chơi cờ với anh ta. Goma là người ma lanh nhất và đáng tin tưởng nhất trong 7 anh em.
Goma là một trong những hình tượng nhân vật điển hình của Adachi với vóc dáng tròn ủm. Trong tiếng Nhật, "Goma" có nghĩa là mè.
- Asajirou

Anh trai thứ hai trong 7 anh em, 20 tuổi. Nhân vật đẹp trai, phong trần nhất trong truyện. Là kiếm sĩ truyền nhân nắm mọi bí kíp của kiếm phái Haniwa. Ngoài tài kiếm thuật, anh ta còn là một tay cọ xuất sắc. Đặc biệt, Asajirou còn có tài tiên tri thể hiện trong các bức vẽ. Anh ta không xuất hiện khi Shimichi đến và đuổi kịp 6 anh em trong hành trình về thăm quê. Có thể nói anh ta là thủ lĩnh của nhóm anh
- Keshi

Người anh thứ ba trong 7 anh em. 18 tuổi, anh ta được gửi vào chùa một vài năm sau khi mẹ mất. Anh ta rất mạnh và thành thạo trong việc sử dụng quyền trượng, anh ta sẵn sàng đánh nhau với Shichimi khi cãi nhau. Có tật nghiện rượu, hám gái, ham cờ bạc. Rất hợp với Goma.
"Keshi" trong tiếng Nhật nghĩa là anh túc.
- Chinpi

Cậu bé bốn mắt này xếp sau Natane. Đây là một thần đồng khoa học, nhà phát minh sáng chế thiên tài dù mới chỉ 10 tuổi, hậu đậu nhưng suy nghĩ rất chín chắn. Chinpi thường chế tạo ra những thứ hữu ích cho cuộc sống và là người chịu trách nhiệm cải tiến vũ khí cho 7 anh em. Chinpi rất quý mến 6 anh em còn lại và chuyển lên sống với họ sau cái chết của mẹ.
"Chinpi" nghĩa là trần bì.
- Sanshou

Người em nhỏ nhất trong 7 anh em, là con trai của một ninja huyền thoại. Chỉ mới có 3 tuổi, là một thần đồng ninja, có thể sử dụng mọi tuyệt kỹ một cách điêu luyện dưới sự chỉ dạy của Hanza. Tuy vậy, Sanshou vẫn hành động và cư xử như một đứa trẻ, nghịch ngợm và quậy phá. Mẹ mất từ nhỏ, lại được sự chăm sóc của Natane nên thường coi Natane là mẹ.
"Sanshou" trong tiếng Nhật nghĩa là tiêu.
- Hazou

Hanzou là một ninja có nhiệm vụ bảo vệ 7 anh em trong suốt hành trình của họ. Làm việc dưới quyền của Hikoroku, và là thủ lĩnh của ninja phái fuuga, nhóm bảo vệ phủ tướng quân. Trong chuyến đi, Hanzuo đã cải trang thành người buôn thuốc lá, lén theo sát 7 anh em để loại trừ những kẻ muốn giết họ. Hanzou rất chú tâm thường huấn luyện cho Sanshou một cách bí mật, vì là đồng hương.
- Hikoroku

Hikoroku là chủ cư xá karakuri, thường ăn mặc như một thương nhân bình thường. Thực ra, ông là một vị quan cao cấp trong triều đình shogun, được tướng quân trọng dụng. Ông có trọng trách chăm sóc 7 anh em, thường truyền chỉ thị từ xa cho hanzou bằng bồ câu đưa thư.
- Shogun

Tướng quân, cha của 7 anh em, và là bậc thầy cải trang. Ông ta có vẻ vô dụng, và là một tướng quân ham chơi, bị lôi cuốn bởi những phát minh và phát kiến mới. Vì một số lý do, ông ta không muốn cho các con biết thân phận của mình. Ông cũng là cha của công chúa Koto, đứa con chính thức duy nhất của ông ấy, và là anh của lãnh chúa Takamitsu.
- Princess Koto

Koto là con gái của shogun. Vị công chúa này luôn đi theo Shichimi trong suốt cuộc hành trình ở Edo và hay cãi nhau với Natane khi họ gặp nhau. Thích chơi với những vũ khí của nước ngoài, cô ta luôn mang theo một cây súng bên mình và hay đòi hỏi người khác phải làm theo yêu cầu của cô.
- Takamitsu

Lãnh chúa Takamitsu là em của Shogun, có âm mưu cướp đoạt ngai vàng bằng cách gây ra mâu thuẫn hiểu lầm giữa shogun và nhân dân, đồng thời thuê sát thủ để ám sát huyết thống của shogun- trong đó có 7 anh em. Thuộc hạ gồm có Furon và Akamaru.
- Furon

Sát thủ bí mật được Takamitsu thuê để loại trừ những kẻ thù của ông ta, trong đó có 7 anh em. Cuộc đời của kiếm sĩ Furon vô cùng bất hạnh. Có mối nhân duyên với Shichimi (kẻ thù và là anh em)và Natane (em gái). Võ nghệ cao cường nhưng tính khí rất thất thường. Thực chất anh ta mới là một trong 7 anh em chứ không phải là Natane
- Akamaru

Thủ lĩnh của ninja phái Koga, vốn có thâm thù với ninja phái Fuuma và Hanzuo do nhóm Kaga thất bại trong cuộc tranh chấp vị trí thị vệ mật phủ tướng quân. Làm việc dưới trướng Takamitsu, tìm mọi cách để hãm hại 7 anh em. Đặc biệt, Akamaru không biết sử dụng vũ khí hiện đại.